# Pseudosiderastrea
Genre
Pseudosiderastrea est un genre de coraux durs de la famille des Siderastreidae.

## Liste d'espèces
Le genre Pseudosiderastrea comprend les espèces suivantes :
| Selon World Register of Marine Species (13 juillet 2015) : - Pseudosiderastrea formosa Pichon, Chuang & Chen, 2012 - Pseudosiderastrea tayamai Yabe & Sugiyama, 1935 | Selon ITIS (13 juillet 2015) : - Pseudosiderastrea tayamai Yabe & Sugiyama, 1935 |